# バハル・メルト
バハル・メルト（Bahar Mert、女性、1975年12月13日 - ）は、トルコの元バレーボール選手。現役時のポジションはセッター。トルコ代表。

## 来歴
1990年、エジザージュバシュに入団し、プロとしてのキャリアをスタートさせる。1997年、トルコ代表に初選出される。2000年にドイツリーグのVoley Cats Berlinに加入し1シーズンプレーした後、2002年にエジザージュバシュへ再加入した。トルコリーグでは2度優勝に貢献した。
2003年、地元で開催された欧州選手権では銀メダルを獲得した。同年11月のワールドカップでは正セッターを務め7位に入った。2005年の地中海競技大会では金メダルを獲得、2006年の世界選手権に出場した。
2006-07シーズンはイタリアセリエAのアシステル・ノヴァーラでプレーした。翌シーズンからテュルクテレコムに移籍した。2009年、現役引退した。

## 球歴
- 世界選手権 - 2006年
- ワールドカップ - 2003年
- 欧州選手権 - 2003年、2005年、2007年

## 受賞歴
- 2007年 - ワールドグランプリ2008欧州予選 ベストセッター賞

## 所属クラブ
- エジザージュバシュ（1990-1994年）
- ワクフバンク（1994-2000年）
- Voley Cats Berlin（2000-2001年）
- エジザージュバシュ（2002-2005年）
- アシステル・ノヴァーラ（2006-2007年）
- テュルクテレコム（2007-2009年）